# ريو ولز
ريو ولز (بالإنجليزية: Rio Wells)‏ هو فنان قتال مختلط أمريكي، ولد في 1974 في أتلانتا في الولايات المتحدة.

## وصلات خارجية
- ريو ولز على موقع شيردوغ (الإنجليزية)